# Сеня
Сеня (на норвежки: Senja) е остров в Норвежко море, край северозападното крайбрежие на Скандинавския полуостров, част от територията на Норвегия – фюлке (област) Тромс. Площ 2205 km².
На изток и юг протока Вогсфиорд го отделя от континента, на североизток протока Малангенфиорд – от остров Квальоя, а на югозапад протока Ансфиорд – от архипелага Вестеролен). Бреговете му са предимно скалисти, силно разчленени от дълбоко врязани в сушата фиорди (най-голям Селфиорд, на югозапад). Релефът е основно хълмист и нископланински с максимална височина връх Брейтинден 1017 m. В югоизточната му част има добре изразена малка (15/15 km) брегова равнина, т.нар. странфлат. Изграден е главно от гранити и гнайси. Има находища на графит Климатът е умерен, морски. Средна януарска температура около 0°С, средна юлска около 12°С, годишна сума на валежите над 1000 mm. Големи участъци са заети от пасища и тундрова растителност. Населението от 7782 души (2008 г.) е разпръснато в няколко малки рибарски селища и се занимава предимно с морски риболов (селда, нреска). На изток чрез Гисундския мост остров Сеня се свързва с континента.